# Allvelo
Allvelo (Allmänna Velocipedförsäljnings AB) var en svensk cykel- och biltillverkare i Landskrona.
Allvelo grundades av Fritiof Karlström som runt 1890 varit aktiv som tävlingscyklist i Europa. Företag började på 1890-talet med att bygga och tillverka cyklar. Mellan 1903 och 1907 monterade de ihop bilar och lastbilar vars delar de köpt av biltillverkare och sedan sålde under eget namn. Omkring 50 bilar av typ Waltham Orient Buckboard från USA såldes under namnen Allvelo Orient och Allvelo Pansarmobil. Den franska bilen Orel såldes under namnet Allvelo Orel och de sålde också engelska lastbilar under namnet Allvelo Vulcan. 1907 tog företaget även fram en egen prototyp för en bil, men denna kom aldrig i produktion. Bilarna hade encylindriga bakmonterade motorer, hade träkarosser, och broms bara på höger bakhjul. 
Företaget uppges att som mest haft runt 150 anställda. Grundaren Fritiof Karlström lämnade företaget 1911 men det lär ha funnits kvar som ett fristående bolag fram till i varje fall 1916 - och namnet levde sedan kvar som ett cykelmärke inom Monark.